# Banchi di Sopra
Banchi di Sopra è una delle direttrici principali del centro storico di Siena, spina dorsale del Terzo di Camollia.

## Storia
Proveniente da Porta Camollia corrisponde al segmento centrale urbano di Siena della via Francigena, fino alla confluenza della Croce del Travaglio punto nodale dello sviluppo urbano cittadino, alla cui diramazione si accede a Banchi di Sotto e la conseguente Porta Romana, in prosecuzione verso Roma, e via di Città in direzione del primitivo nucleo storico abitativo di Castelvecchio e dell'ospedale di Santa Maria della Scala.
Oggi, con Banchi di Sotto, rappresenta l'asse viario più animato ed elegante della città.

## Descrizione
Si collocano lungo via Banchi di Sopra il palazzo Bichi Ruspoli, affiancato da due torri mozzate, e, dopo l'arco dei Rossi, il palazzo Cinughi de' Pazzi (nn. 72-76) e il Grand Hotel Continental (nn. 77-93), uno davanti all'altro. A metà si apre piazza Tolomei, col palazzo Tolomei, una delle residenze nobiliari più antiche della città. Davanti al palazzo si vede una colonna antica con una lupa di stagno, opera del 1620 di Domenico Arrighetti.
Al termine di via Banchi di Sopra si apre la piazza Salimbeni, con l'ex castellare della casata dei Salimbeni, banchieri e mercanti che dal XIII secolo ebbero un ruolo primario nella vita politica senese, acerrimi nemici dei Tolomei il cui palazzo è poco distante. Nel 1419 il palazzo Salimbeni, sorto intorno alla omonima piazza fu confiscato dalla Repubblica di Siena e dal 1472 fu sede del Monte di pietà. Nel 1866 fu acquistato dal Monte dei Paschi, di cui è tuttora sede, con gli attigui palazzi Tantucci e Spannocchi.
Il confine con via Montanini è segnalato da due torri che facevano parte di uno scomparso castellare medievale.